# Liste der Gedenktafeln in Berlin-Steglitz
Die Liste der Gedenktafeln in Berlin-Steglitz enthält die Namen, Standorte und, soweit bekannt, das Datum der Enthüllung von Gedenktafeln.
Die Liste ist nicht vollständig.

## Steglitz
| Bild | Name                                     | Standort                       | Datum der Enthüllung |
| ---- | ---------------------------------------- | ------------------------------ | -------------------- |
|      | Franz Amrehn                             | Franz-Amrehn-Platz             |                      |
|      | Ruth Andreas-Friedrich                   | Am Fichteberg 15a              |                      |
|      | Hannah Arendt                            | Opitzstraße 6                  |                      |
|      | Bauhaus Berlin                           | Birkbuschstraße 49             |                      |
|      | Carl Heinrich Becker                     | Arno-Holz-Straße 6             |                      |
|      | 3. Bekenntnissynode                      | Albrechtstraße 81              |                      |
|      | 3. Bekenntnissynode                      | Albrechtstraße 81              |                      |
|      | Hans Benzmann                            | Klingsorstraße 27              |                      |
|      | Beyme Schlösschen                        | Schloßstraße 48                |                      |
|      | Birkbuschgarten                          | Birkbuschstraße 61             |                      |
|      | Birkbuschgarten                          | Birkbuschstraße 61             |                      |
|      | Birkbuschgarten                          | Birkbuschstraße 61             |                      |
|      | Karl Blossfeldt                          | Stephanstraße 6                |                      |
|      | Ein Bodendenkmal                         | Harry-Bresslau-Park            |                      |
|      | Leo Borchard                             | Hünensteig 6                   |                      |
|      | Margret Boveri                           | Opitzstraße 8                  |                      |
|      | Charkiw-Park                             | Charkiw-Park                   | 24. Oktober 2022     |
|      | Den Gefallenen der Flakartillerie        | Bergstraße 38                  |                      |
|      | Deutscher Soldat                         | Schloßstraße 37                |                      |
|      | Hermann Ehlers                           | Poschingerstraße 6             |                      |
|      | Paul Ehrlich                             | Bergstraße 96                  |                      |
|      | Der erhängte Soldat                      | Hermann-Ehlers-Platz           | 08.05.2009           |
|      | Der erhängte Soldat                      | Schloßstraße 37                |                      |
|      | Ermordete Deserteure                     | Karl-Stieler-Str. 11           |                      |
|      | Moritz Feidt                             | Schloßstraße 97                |                      |
|      | Erich Fellgiebel                         | Wrangelstraße 10               | 25. April 2025       |
|      | Ein Filmatelier in Steglitz              | Berlinickestraße 11            | 04.12.2012           |
|      | Bruno Fritsch                            | Fritschweg 16                  |                      |
|      | Grundschule am Stadtpark Steglitz        | Karl-Stieler-Straße 10         |                      |
|      | Gutshaus Steglitz                        | Schloßstraße 48                |                      |
|      | Fritz Hamburg                            | Schloßstraße 102               |                      |
|      | Harry-Bresslau-Park                      | Treitschkestraße 37            | 21.11.2008           |
|      | Haus der Jugend                          | Am Eichgarten 14               |                      |
|      | Erich Heckel                             | Markelstraße 60                |                      |
|      | Elly Heuss-Knapp                         | Grillparzerstraße 5            |                      |
|      | Betty Hirsch                             | Rothenburgstraße 14            |                      |
|      | Richard Huelsenbeck                      | Lessingstraße 12               |                      |
|      | Ehrenfried Günther Freiherr von Hünefeld | Ellwanger Straße 6             |                      |
|      | Jüdische Blindenanstalt                  | Wrangelstraße 6                |                      |
|      | Franz Kafka                              | Grunewaldstraße 13             |                      |
|      | Franz Kafka                              | Grunewaldstraße 13             |                      |
|      | Jochen Klepper                           | Oehlertring 6                  |                      |
|      | Lucie Kühne                              | Leydenallee 56                 |                      |
|      | Lauenburger Platz                        | Lauenburger Platz              |                      |
|      | Leid an der Mauer                        | Schloßstraße 43                |                      |
|      | Lukaskirche                              | Friedrichsruher Straße 6a      |                      |
|      | Matthäuskirche                           | Schloßstraße 44                |                      |
|      | Franz Mehring                            | Beymestraße 7                  |                      |
|      | Ernst Wilhelm Nay                        | Klingsorstraße 21              |                      |
|      | Onkel-Emil-Park                          | Onkel-Emil-Park                |                      |
|      | Partnerstädte von Steglitz               | Hermann-Ehlers-Platz           |                      |
|      | Oskar Picht                              | Rothenburgstraße 14            |                      |
|      | Erich Pommer                             | Carl-Heinrich-Becker-Weg 16–18 |                      |
|      | Henny Porten                             | Albrechtstraße 40              |                      |
|      | Borys Romantschenko                      | Charkiw-Park                   | 24. Oktober 2022     |
|      | Rosenkranz-Basilika                      | Kieler Straße 11               |                      |
|      | Philipp Scheidemann                      | Lenbachstraße 6a               |                      |
|      | Ludwig Scherk                            | Kelchstraße 31                 |                      |
|      | Arnold Schönberg                         | Sembritzkistraße 33            |                      |
|      | Walter Schottky                          | Heesestraße 15                 |                      |
|      | Horst Schuller                           | Stadtpark Steglitz             | 1. Juli 2023         |
|      | Spiegelwand-Mahnmal                      | 1995, Hermann-Ehlers-Platz     |                      |
|      | Christoph Erdmann von Spiel              | Schloßstraße 44                |                      |
|      | Heinz der Stier                          | Schmidt-Ott-Straße 4           |                      |
|      | Titania Palast                           | Schloßstraße 4                 |                      |
|      | Wandervogel                              | Südendstraße 64                | 04.11.2011           |
|      | Wandervogel                              | Schloßstraße 37                |                      |
|      | Wilhelm-Foerster-Sternwarte              | Munsterdamm 90                 |                      |
|      | Zisterzienser Kloster                    | Maulbronner Ufer               |                      |